# جان فرانسوا فورتين (لاعب هوكي الجليد)
جان فرانسوا فورتين هو لاعب هوكي الجليد كندي، ولد في 15 مارس 1979 في لافال في كندا.

## وصلات خارجية
- جان فرانسوا فورتين على موقع دوري الهوكي الوطني (الإنجليزية)
- جان فرانسوا فورتين على موقع EliteProspects.com (الإنجليزية)
- جان فرانسوا فورتين على موقع Eurohockey.com (الإنجليزية)
- جان فرانسوا فورتين على موقع HockeyDB.com (الإنجليزية)
- جان فرانسوا فورتين على موقع Hockey-Reference.com (الإنجليزية)